# Pebbles Flintstone
Pebbles Flintstone este un personaj fictiv din seria de desene animate Familia Flintstone. Ea este un copil preistoric fericit, sănătos, mândria și bucuria familiei Flintstone.

## Despre personaj
Fred Flintstone este fermecat de drăgălășenia fiicei sale, care poate obține orice de la el. Din fericire, a moștenit și ceva rațiune de la Wilma! Este singurul copil al familiei Flintstone și apare în sezonul 3.

## Voci

### În română
- Anca Sigmirean (toate dublajele)